# Yvré-le-Pôlin
Yvré-le-Pôlin – miejscowość i gmina we Francji, w regionie Kraj Loary, w departamencie Sarthe.
Według danych na rok 1990 gminę zamieszkiwało 1619 osób, a gęstość zaludnienia wynosiła 74 osób/km² (wśród 1504 gmin Kraju Loary Yvré-le-Pôlin plasuje się na 381. miejscu pod względem liczby ludności, natomiast pod względem powierzchni na miejscu 489.).